# مونتاسولا
مونتا سولا هي كومونا في منطقة لاتيوم تحديدًا في مقاطعة رييتي، حيث ان موقعها الجغرافي يقع على بعد حوالي 60 كيلومتر (37 ميل) بالتحديد في شمال شرق روما وتبعد حوالي 15 كيلومتر (9 ميل) في غرب مقاطعة رييتي.

## روابط خارجية
- الموقع الرسمي/